# Arasibidi
Arasibidi (ruta de la Reina) són unes ruïnes de l'Índia, a Karnataka. Sota domini britànic era part de la taluka de Hungund al districte de Bijapur dins la presidència de Bombai. Les ruïnes corresponen a una antiga ciutat que fou una de les capitals Chalukya, anomenada Vikrampur, fundada per Vikramaditya VI (1076-1126), sota el qual el poder dels anomenats Chalukya Occidentals (973-1190) va arribar al cim. Vikramaditya dominava Goa i cap al nord va arribar fins al riu Narbada i el Konkan. El seu regne era tan important com el sultanat de Bijapur en el seu moment de glòria. Va restar capital fins a una època incerta, però en tot cas era una ciutat important almenys fins a la usurpació Kalatxuri de 1151. Dos temples jainistes en ruïnes i dues inscripcions en vell kanarès (una Chalukya i una kalatxuri) són el més destacat del conjunt, a més de l'embarcador a un llac.